# Eilema complanata
Eilema complanata är en fjärilsart som beskrevs av Costa 1833. Eilema complanata ingår i släktet Eilema och familjen björnspinnare. Inga underarter finns listade i Catalogue of Life.